# Municipio de Kareli
Kareli (en georgiano: ქარელის მუნიციპალიტეტი, romanizado: Karelis municiṗaliṫeṫi) es un distrito de Georgia, en la región de Iberia interior. Algunos territorios del norte del distrito son parte de la autoproclamada república de Osetia del Sur y no han estado bajo el control del gobierno georgiano desde 1992. Ubicado en la parte central de Georgia en la llanura de Shida Kartli. El municipio limita al este con Gori, al oeste con Jashuri y al sur con Borjomi. 
La superficie total del municipio es de 687,9 km2, su población consta de unas 41 316 personas. Hay 35 escuelas públicas estatales y 1 escuela-gimnasio privada, una escuela secundaria de formación profesional, 1 biblioteca central, un centro cultural y un museo de tradiciones locales en el municipio de Kareli.

## Historia
Kareli como zona habitada aparece mencionada en fuentes antropológicas de la Edad del Bronce Antiguo, y Kareli como ciudad desarrollada está registrada en fuentes ya en los siglos XVI-XVII. La mayor parte de la Kareli actual era parte de la familia noble Satsitsiano, una rama de la casa Tsitsishvili, viviendo y trabajando figuras nobles del ámbito militar, construcción, cultural-educativa, científica y médica. Kareli es conocida por muchos hechos históricos: el Concilio Eclesiástico de Ruisi-Urbnisi en 1103, la batalla de Aradeti en 1483 y otros.
El territorio actual del municipio de Kareli estuvo incluido en Gori Mazra de la provincia de Tiflis hasta 1917. Desde 1930, su superficie estuvo repartida entre los distritos de Gori y Jashuri, y desde 1939 se le dio el estatus de distrito segregado. Entre 1963 y 1964 se reincorporó a estos distritos. A partir de 1965 se formó como un distrito separado dentro de las fronteras actuales.

## Economía
En el municipio de Kareli hay principalmente campos con potencial de inversión: industria de procesamiento y agricultura. La fábrica de azúcar Agar y otras empresas de la industria alimentaria tienen su domicilio fiscal en el municipio de Kareli. Los principales campos de la agricultura son: fruticultura, horticultura, horticultura-horticultura, viticultura, ganadería y otros. La carretera principal y las carreteras del Ferrocarril Transcaucásico pasan aquí.

## Población
El municipio de Kareli incluye un centro municipal y 82 aldeas, que están unidas en 18 unidades administrativas. El centro administrativo es Kareli, las unidades administrativas son:
| - Urbnisi - Ruisi - Agara - Bebnisi - Kejijvari - Jvedureti | - Ajalsopeli - Mojisi - Dvani - Zghuderi - Bredza - Ftsa | - Dirbi - Breti - Abisi - Avlev - Giganti |

## Monumentos históricos

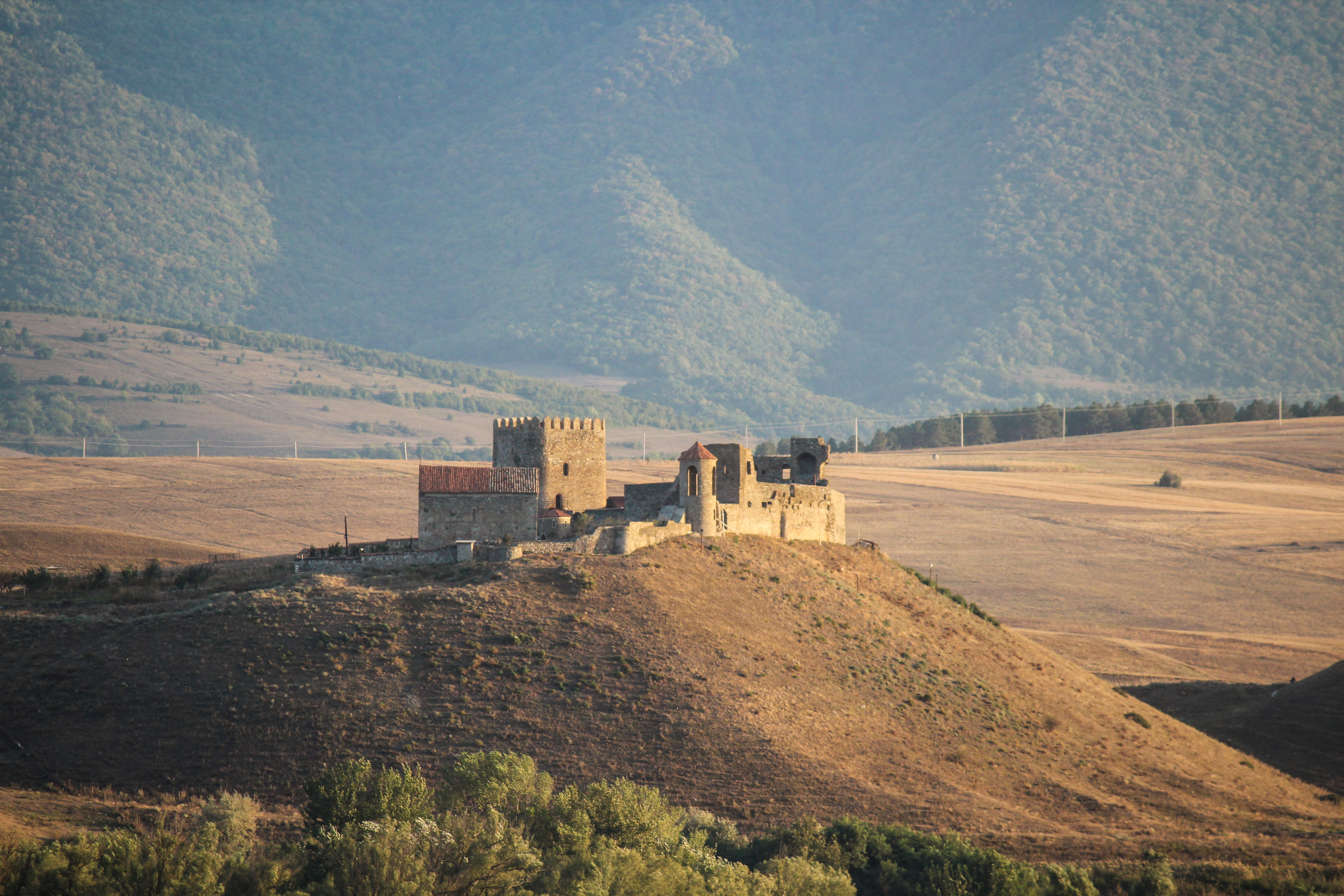
Castillo de Samgreni

Existen importantes monumentos de arquitectura y cultura se encuentran en Kareli:
- Fortaleza de Mdzovreti
- Catedral de Samgreni
- Monasterio Kintsvisi
- Castillo de Samgreni

- Monasterio Kozifa
- Monasterio de Orjevi
- Monasterio de Ortubani
- Monasterio Dzadzvi
- Los pueblos históricos de Ruisi y Urbnisi .

También, el lago natural de Bateti, que se encuentra a 1313 m s. n. m. En el desfiladero del río Jvedurula hay una llamada cascada de piedra roja, calderas Trejvi, donde se encontró la cruz de piedra de Leonti Mroveli.